# Escadron de chasse 1/2 Cigognes
L'escadron de chasse 1/2 Cigognes est une unité de combat de l'Armée de l'air française. Longtemps installée sur la base aérienne 102 Dijon-Longvic, elle rejoint la BA 116 à l'été 2011. Elle est actuellement équipée de chasseurs Mirage 2000-5F. Ses avions portent les codes 2-EA à 2-EZ.
À partir du 3 septembre 2015, l'escadron est à nouveau rattaché à la 2e escadre de chasse, reformée le même jour à Luxeuil.
Depuis le 11 septembre 1998, l'escadron est parrainé par la ville de Dijon.

## Historique

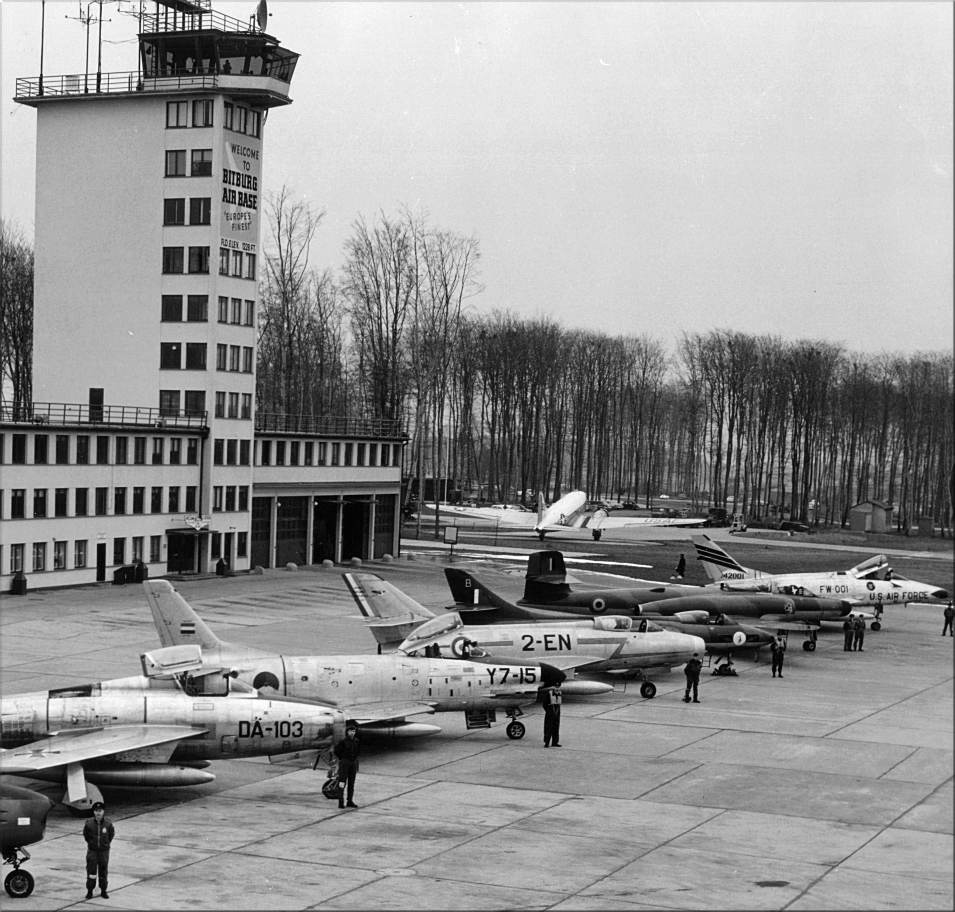
Un Mystère IVA du 1/2 apparaît sur cette photo de chasseurs de l'OTAN prise sur la base de Bitburg en 1959.

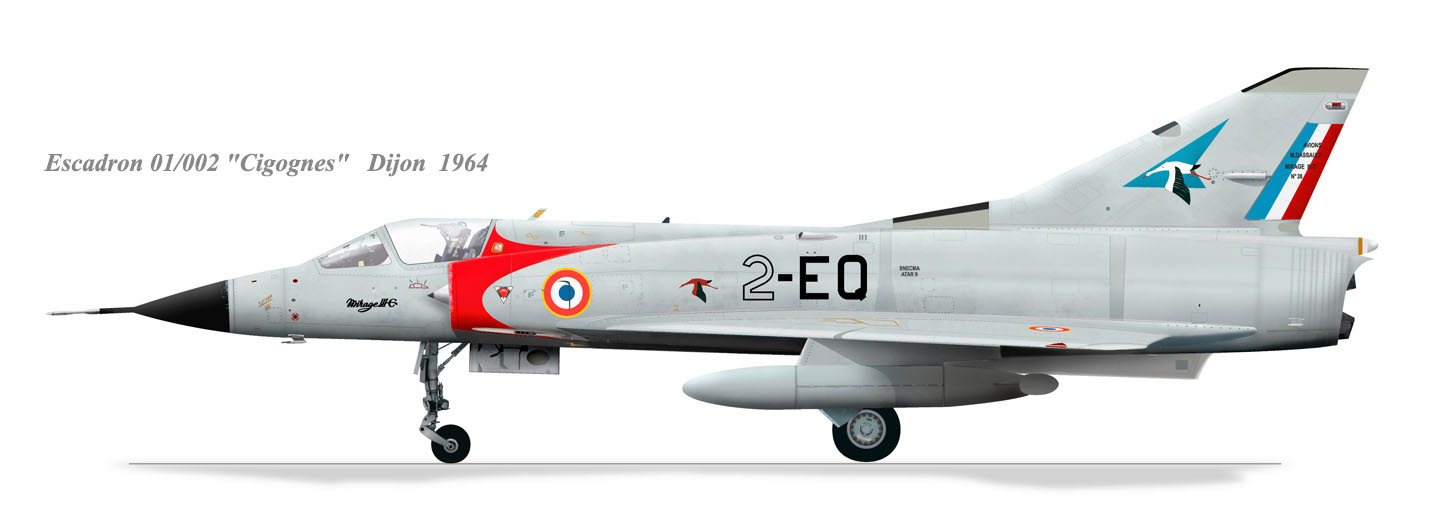
Mirage IIIC du 1/2 Cigognes.

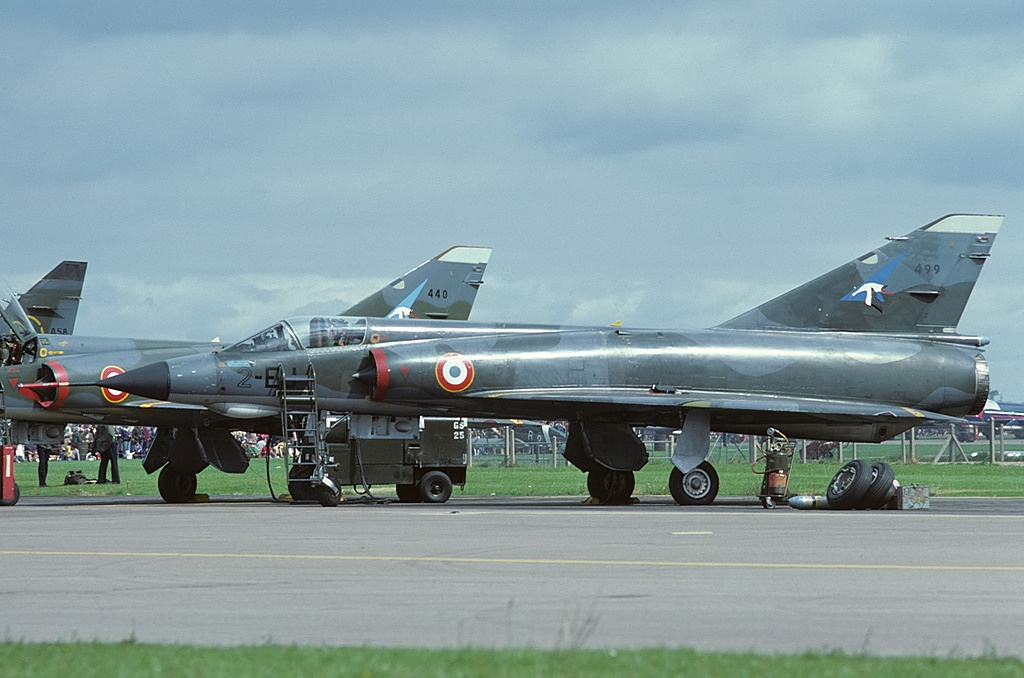
Des Mirages IIIE de l'escadron en 1978.

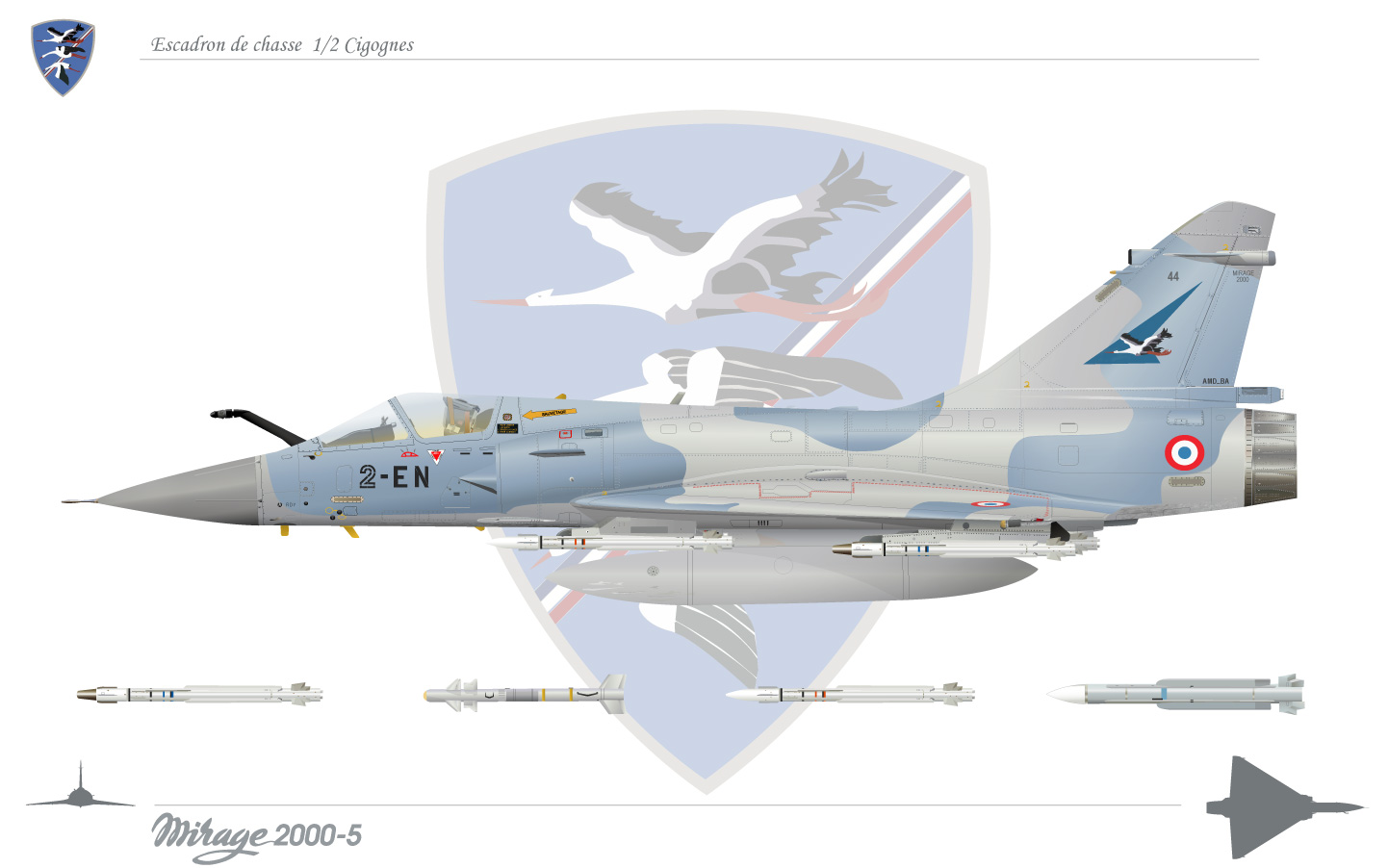
Mirage 2000-5 (2-EN) arborant la cigogne à ailes hautes de la SPA 12 sur sa dérive.

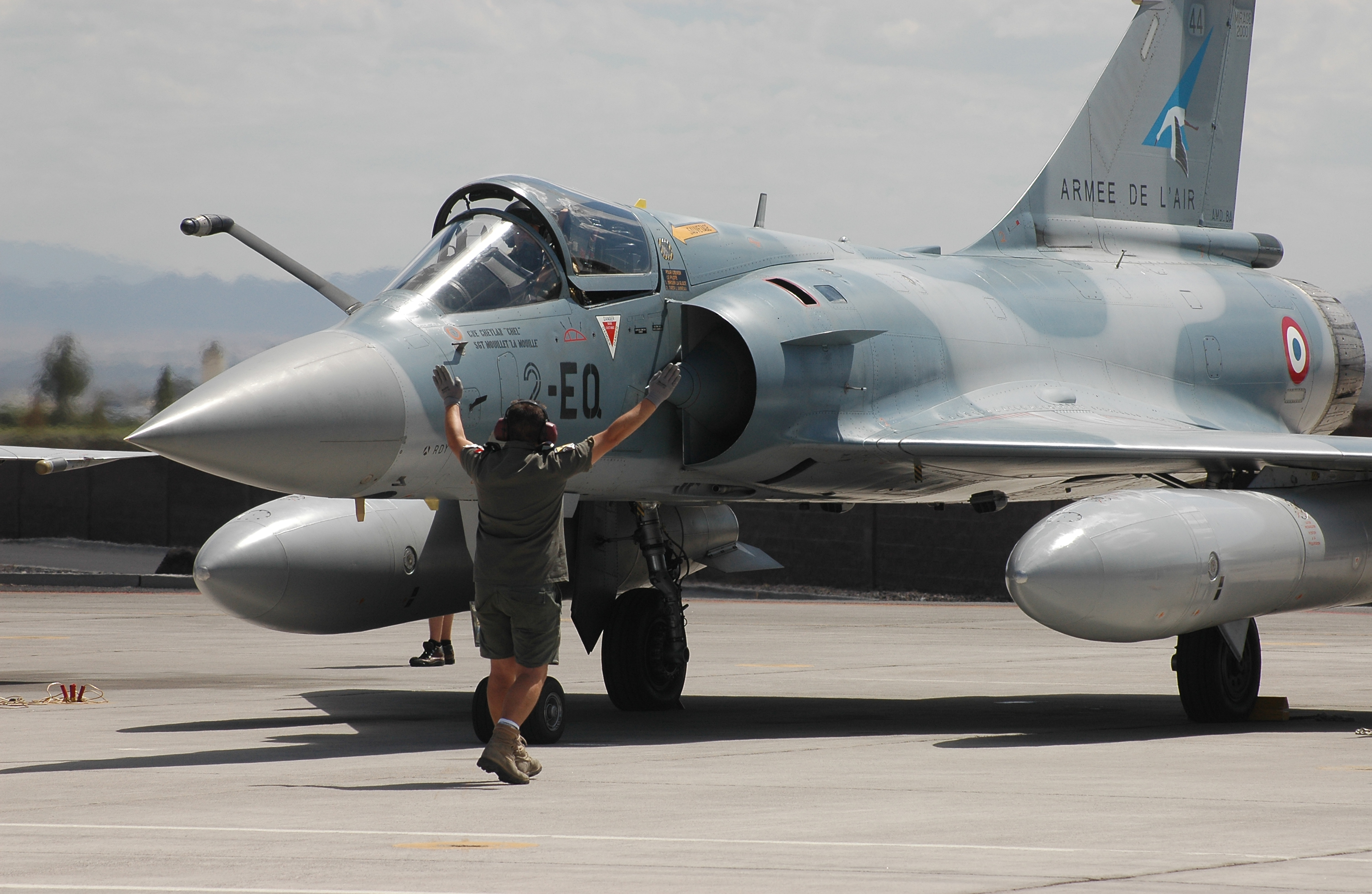
Mirage 2000-5F du 1/2 vu lors de l'exercice Red Flag à Nellis AFB.

Héritier de la légendaire escadrille des Cigognes, la première unité de l'histoire de l'aviation militaire fondée en juillet 1912, celle de Guynemer et René Fonck, l'EC 1/2 Cigognes a été créé en novembre 1945, en reprenant les traditions du 329e Squadron de la Royal Air Force, qui avait lui-même été constitué par des pilotes du Groupe de Chasse 1/2 Cigognes après l'armistice de 1940. Il part dès juin 1946 pour l'Indochine française où il combat sur Spitfire, avec l'escadrille SPA 3 stationnée à Saïgon et la SPA 103 à Hanoï. De retour en métropole, il est transformé sur P-47 Thunderbolt en 1948.
En 1949, l'EC 1/2 Cigognes s'installe sur la base aérienne 102 Dijon-Longvic, passant à l'occasion sur avion à réaction :  De Havilland Vampire, puis MD 450 Ouragan, et Dassault Mystère IVA. C'est sur cet appareil que l'escadron est engagé lors de la Crise du canal de Suez, en 1956. Il devient quelques années plus tard la première unité de l'Armée de l'air opérationnelle sur Mirage IIIC, avions remplacés en 1968 par des Mirage IIIE.
En 1984, l'EC 1/2 Cigognes passe sur Mirage 2000C. Le 9 septembre 1994, il reçoit une troisième escadrille, la SPA 12, qui est dissoute le 3 septembre 2009 et remplacée par la SPA 26 (escadrille de tradition de l'escadron de chasse 1/5 Vendée dissous en 2007). Ses avions sont portés au standard Mirage 2000-5F à partir de 1997.
Le vendredi 29 juillet 2011, l'escadron déménage vers la base aérienne 116 "Lieutenant-colonel Papin" de Luxeuil-Saint-Sauveur. Ceci met fin à 62 ans de présence des Cigognes sur la base aérienne 102 Dijon-Longvic.

## Désignations et appartenances successives
L'escadron "Cigognes" a connu au cours de son histoire, les désignations successives suivantes :

### Groupe de chasse 1/2
- GC 1/2 avec les escadrilles SPA3 et 103 du 1er septembre 1933 au 20 août 1940 rattaché à la 2e escadre de chasse entre le 1er septembre 1933 et le 1er mai 1939
- GC 1/2 avec la seule escadrille SPA3 du 1er juillet 1941 au 1er janvier 1944

### Squadron 329
- Squadron 329 rattaché à la Royal Air Force entre le 1er janvier 1944 et le 1er novembre 1945

### Groupe de chasse I/2 Cigognes
- GC I/2 Cigognes avec l'escadrille SPA3 du 1er novembre 1945 au 1er avril 1946 rattaché à la 2e escadre de chasse
- GC I/2 Cigognes avec les escadrilles SPA3 et SPA103 du 1er avril 1946 au 1er avril 1950 toujours rattaché à la 2e escadre de chasse

### Escadron de chasse 1/2 Cigognes
- EC 1/2 Cigognes avec les escadrilles SPA3 et SPA 103 du 1er avril 1950 au 9 septembre 1994 intégré dans la 2e escadre de chasse
- EC 1/2 Cigognes avec les escadrilles SPA3, SPA103 et SPA 12 du 9 septembre 1994 au 3 septembre 2009
- EC 1/2 Cigognes avec les escadrilles SPA3, SPA103 et SPA 26 à partir du 3 septembre 2009. L'escadron est rattaché à nouveau à la 2e escadre de chasse depuis le 3 septembre 2015

## Escadrilles
En 2015, l'escadron 1/2 Cigognes comporte trois escadrilles :
- SPA 3 Cigogne dite de Guynemer
- SPA 73 Cigogne dite de Japonaise
- SPA 103 Cigogne dite de Fonck

L'escadrille SPA 12 Cigogne était rattachée au 1/2 Cigognes entre le 9 septembre 1994 et le 3 septembre 2009. 
L'escadrille SPA 26 Cigogne de Saint-Galmier a été rattachée au 1/2 du Cigognes entre le 3 septembre 2009 au 11 avril 2024

## Insigne
L'insigne de l'EC 1/2 a été homologué le 1er décembre 2009 sous le numéro A1389.
L'insigne affiche ses trois escadrilles : la SPA 3 en bas de l'écu, la SPA 103 au centre et la SPA 26 en haut de l'écu. La bande tricolore des as est présente.

## Bases aériennes
- Tours (1933-1936)
- Chartres (1936-1939)
- Beauvais-Tillé (mai 1939)
- Toul-Ochey et Laon-Chambry (mai 1939)
- Nîmes-Courbessac (dissolution le 20 août 1940)
- Bizerte Sidi Ahmed, Fès et Meknès (entre novembre 1942 et décembre 1943)
- Écosse (janvier 1944 à novembre 1945)
- Friedrichshafen (novembre 1945 à l'été 1946)
- Indochine (aout 1946 à octobre 1947)
- Friedrichshafen et Coblence (novembre 1947 à juillet 1949)
- Base aérienne 102 Dijon-Longvic (juillet 1949 à août 2011)
- Base aérienne 116 Luxeuil-Saint Sauveur (depuis août 2011[2])

## Appareils
- Supermarine Spitfire (1945-1947)
- Republic P-47 Thunderbolt (1948-1949)
- De Havilland Vampire (1949-1954)
- Dassault Ouragan (1953-1955)
- Dassault Mystère IVA (1956-1961)
- Dassault Mirage IIIC (1961-1968)
- Dassault Mirage IIIE  (1968-1984)
- Dassault Mirage 2000C (1984-1998)
- Dassault Mirage 2000B (1985-1998)
- Dassault Mirage 2000-5F (depuis 1997)

## Dans la fiction
À partir de 1964, Jean-Michel Charlier et Albert Uderzo narrent les aventures de Tanguy et Laverdure au sein de l'escadrille des Cigognes.